# 2000 BY14
2000 BY14 är en asteroid i huvudbältet som upptäcktes 31 januari 2000 av den japanska astronomen Takao Kobayashi vid Ōizumi-observatoriet.
Asteroiden har en diameter på ungefär 4 kilometer.